# 1652 год в литературе

## События
- В начале года полностью ослеп Джон Мильтон[1], английский поэт, мыслитель, автор политических памфлетов и религиозных трактатов.
- Французский романист, драматург и поэт Поль Скаррон женился на Франсуаза д’Обинье Ментенон, официальной фаворитке короля Людовика XIV.
- Мадлен де Скюдери, французская писательница, открыла литературный салон.
- В Кане (Нормандия) создана первая литературная академия во Франции — Академия наук, искусств и изящной словесности.
- Томас Уркхарт, английский (шотландский) писатель и переводчик, языковой экспериментатор, создатель одного из вариантов универсального языка, освобождён из тюрьмы Кромвелем под честное слово.
- Томас Воган назначен ответственным за перевод на английский язык авторитетного трактата «Fama Fraternitatis» — анонимного розенкрейцерского манифеста.

## Книги
- Опубликована антология стихотворных текстов об алхимии «Theatrum Chemicum Britannicum» Элиаса Эшмола.
- Антонио Рокко, итальянский монах, философ и литератор, анонимно опубликовал скандальный порнографический роман в диалогах «Ученичество Алкивиада» ("L’Alcibiade fanciullo a scola),
- Джерард Уинстенли написал своё идеологическое завещание — коммунистическую утопию «Закон свободы».

## Родились
- 7 января — Павао Риттер Витезович, хорватский писатель.
- 3 марта — Томас Отуэй, английский поэт и драматург.
- 21 июня — Карло Сиджизмондо Капече, итальянский драматург и либреттист.
- 26 апреля — Магдалена Сибилла Гессен-Дармштадтская, сочинительница церковных гимнов эпохи барокко.
- 30 августа — Мухаммад Кудутлинский, дагестанский учёный-энциклопедист, автор популярных сочинений по исламскому праву (фикх) и богословию.
- Джейн Баркер, английская поэтесса, писательница.
- Наум Тейт, английский поэт, переводчик, либреттист и драматург.
- Корнелис де Брюйн, нидерландский художник, путешественник и писатель.
- Иван Тихонович Посошков, русский публицист.
- Луи Феррье, французский поэт и драматург.
- Ханабуса Иттё, японский художник, каллиграфист и поэт.

## Умерли
- 28 февраля — Арканжела Таработти, венецианская монахиня, писательница.
- 6 марта — Феодосий Боровик, русско-польский писатель и переводчик XVII века.
- 21 апреля — Пьетро делла Валле, итальянский аристократ, путешественник, литератор.
- 25 апреля — Жан Пьер Камю, французский писатель и богослов, чьи романы пользовались большим успехом в XVII веке.
- 14 августа — Авраам Эльзевир, голландский печатник.
- 6 сентября — Филипп Алегамбе, учёный иезуит, биограф и библиограф писателей иезуитского ордена.
- 31 октября — Пьер де Казнёв, французский лексикограф, автор историко-правоведческих трактатов.
- 29 ноября — Франческо Ангелони, итальянский писатель.
- 11 декабря — Дионисий Петавий, французский католический богослов, историк, писатель и поэт.
- Клод де Л’Этуаль, французский поэт и драматург.